# Vytautas Algimantas Buinevičius
Vytautas Algimantas Buinevičius (* 16. Februar 1933 in Kaunas; † 27. Juli 2005 in Kaunas) war ein litauischer Politiker.

## Leben
Von 1939 bis 1943 lernte Buinevičius in Vievis. Nach dem Abitur 1950 in Kaišiadorys absolvierte er 1955 das Diplomstudium am Kauno politechnikos institutas (KPI) und von 1960 bis 1965 die Aspirantur am Radio-Messtechnik-Institut Kaunas. 1980 habilitierte er. Ab 1982 war er Professor.
Ab 1955 lehrte er am Kauno politechnikumas und ab 1985 war Dekan einer Fakultät. Von 1992 bis 1996 war er Mitglied im Seimas.
Ab 1959 war er Mitglied von KPdSU, ab 1990 der LDDP und von 2001 bis 2005 der LSDP.